# Буковина

Линия раздела Буковины и область Герца

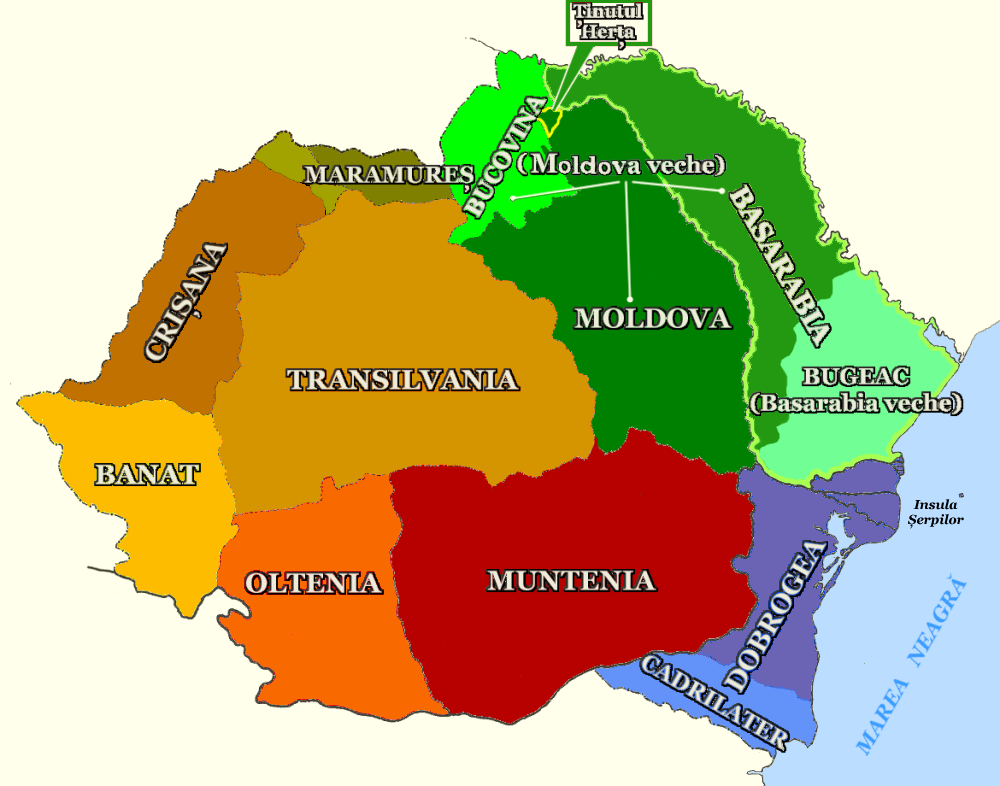
Исторические области Великой Румынии

Букови́на (буквально страна бука; укр. Буковина, рум. Bucovina) — историческая область в Восточной Европе.
В настоящее время её северная часть составляет Черновицкую область Украины (без Днестровского района), а Южная Буковина — румынский жудец Сучава. Этнические общины Черновицкой области по данным переписи 2001 года: украинцы (75,0 %), румыны (12,7 %), молдаване (7,3 %), русские (4,1 %), поляки (0,3 %), белорусы (0,2 %) и евреи (0,2 %). Большая часть Буковины покрыта отрогами Карпатских гор, достигающими высот 1190—2180 метров. Реки Буковины принадлежат к бассейну Чёрного моря. Часть рек летом маловодна, но весной и после сильных ливней они выходят из берегов и производят сильные опустошения. Прут и в меньшей мере Днестр касаются границ Буковины; Сирет и Сучава берут в ней своё начало. Климат умеренно континентальный. Расположение в зоне степей и лесостепей делают его достаточно засушливым. Близость гор с одной стороны (из-за господства в этих широтах западного переноса) влияет как препятствие для проникновения большого количества осадков, с другой стороны — является фактором существенного понижения зимних температур. Почвы — чернозёмы на равнинных участках и серые лесные, бурые и оподзоленные в горах. На равнинных участках развито земледелие. Возвышенные территории с их лугами используются под пастбища.

## Этимология
Название «Буковина» официально вошло в употребление в 1775 году, с аннексией территории Габсбургской империей. Название происходит от славянского слова «бук». В отличие от старообрядцев, уже известных как липоване, православные жители селились обычно в буковых лесах. Впервые слово Буковина было введено в оборот в 1392 году в Молдавском княжестве и означало буковые леса. В Православной богословской энциклопедии 1911 года как альтернативное название указывается «Зелёная Русь».

## Средневековье
В Северной Буковине с давних времён жили восточнославянские племена тиверцев и уличей. В X—XI веках входила в состав Древнерусского государства; в XII—XIII (первой половине XIV) веках — в составе Галицкого, впоследствии Галицко-Волынского княжества и включала города Васильев, Городок, Сучава, Онут, Кицмань, Репужинцы и другие. После татарского нашествия (и упадка Галицко-Волынского княжества) связи Буковины с галицко-волынскими землями ослабли, и в начале XIV века образовалась самоуправляемая Шипинская земля с центром в городе Шипинцы, которая (так же как и Болоховская земля) признавала верховенство золотоордынских ханов. С 1360-х годов буковинские земли пребывали в составе княжества Молдовы, которое в начале XVI века подпало под власть Османской империи.
Южная Буковина — историческое название территории, которая входит в состав области Сучава. В прошлом частично входила в состав римской провинции Дакия. Вместе с тем в Буковине Южной проживали славяне (начиная с VI века), их влияние отразилось на культуре и языке местного населения. На протяжении X—XI веков в Буковине развивались мелкие валашские княжества. После монголо-татарского нашествия в XIV веке Буковина стала ядром объединения валашских земель и впоследствии образовалось Молдавское княжество.
В Южной Буковине находится древняя столица Молдавского княжества XIV — начала XVI веков — Сучава, монастырь Путна с гробницами князей и ряд других древних монастырей Молдавии.

## В составе Австрии и Австро-Венгерской империи

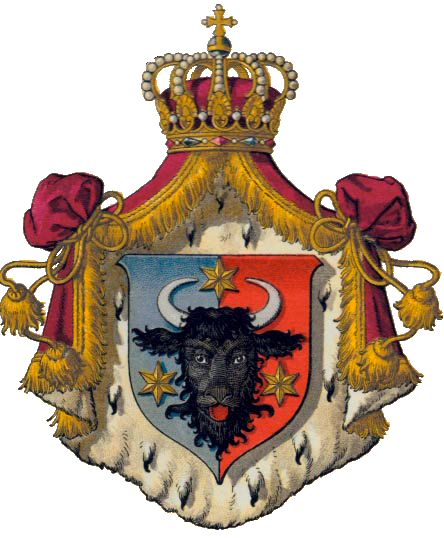
Герб герцогства Буковина.

По окончании Русско-турецкой войны 1768—1774 годов Габсбургская монархия, не принимавшая участия в военных действиях, вторглась в северную часть Молдавии, известив о том русское командование. Россия предпочла не вмешиваться в конфликт, что позволило австрийской дипломатии заявить права Габсбургов на территорию Буковины исходя из того, что северная Молдавия принадлежала ранее Покутью, а по конвенции о разделе Польши Покутье и Галиция отошли к Австрии. Туркам, не заинтересованным в ухудшении отношений с Австро-Венгрией, пришлось признать этот факт. 7 мая 1775 года в Константинополе по этому вопросу была подписана Конвенция.
После присоединения к Австро-Венгрии Буковина стала Черновицким округом королевства Галиции и Лодомерии, но в 1849 году стала отдельным герцогством.
В 1849—1918 годах Буковина имела статус герцогства в составе цислейтанской части Австро-Венгерской монархии, граничащим на севере с Галицией, на западе с Венгрией и Трансильванией, а на юге и востоке — с Румынией и Бессарабией.

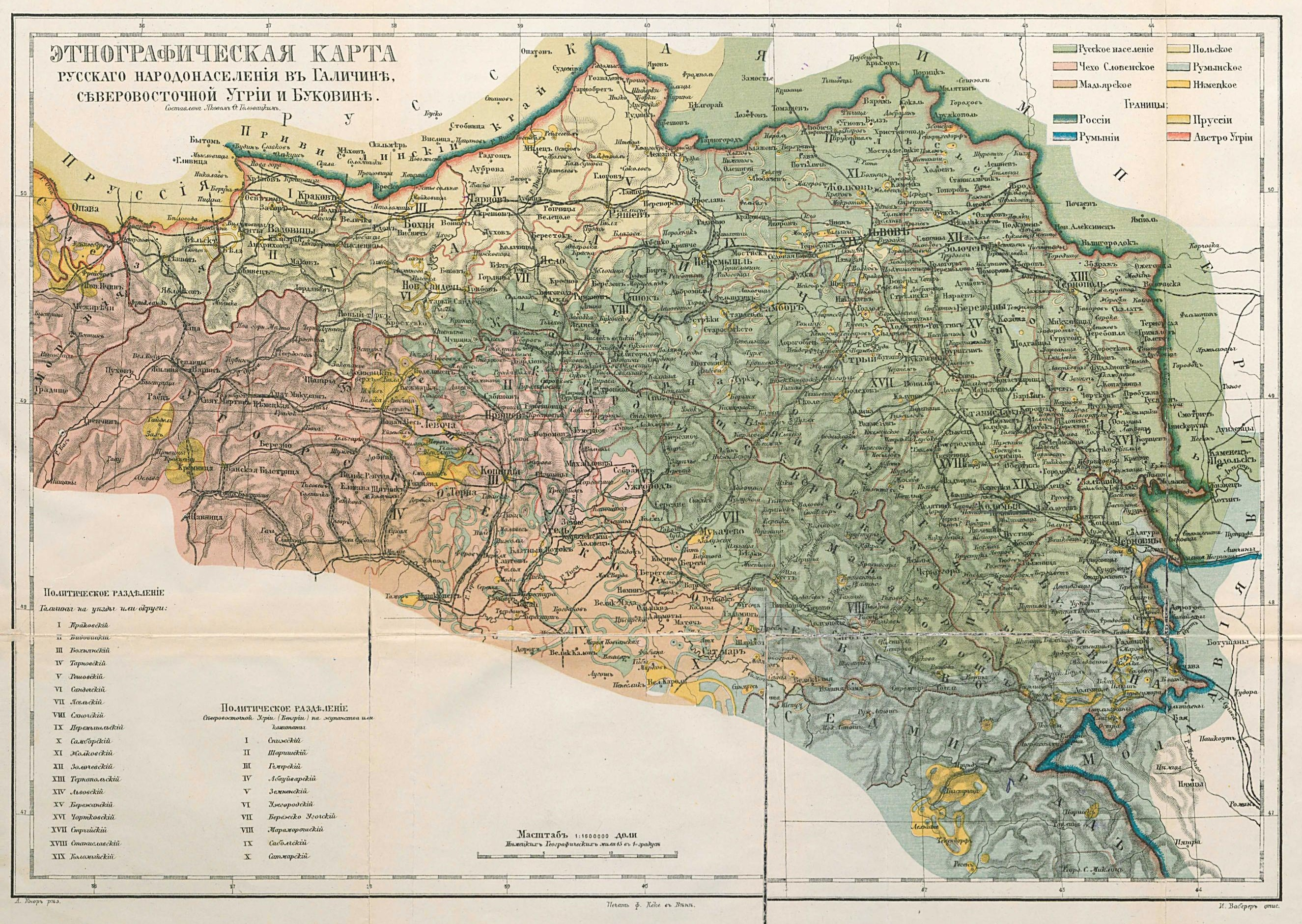
Этнографическая карта населения Галиции и Буковины (Яков Головацкий, 1878 год).

В 1887 году число жителей страны достигало 627 786 человек (313 076 мужчин и 314 715 женщин), составляющих население 4 городов, 6 местечек и 325 деревень, тогда как во время присоединения к Австрии (1774) население составляло 75 000 человек. По происхождению: 42 % русинов , 29,3 % молдаван, 12 % евреев, 8 % немцев, 3,2 % румын, 3 % поляков, 1,7 % венгров, 0,5 % армян и 0,3 % чехов. По вероисповеданию — православных 61 % (1911). В Черновцах находился архиепископ, председательствующий в греко-православном церковном совете (состоящем из 24 духовных и 24 светских членов). Из представителей других вероисповеданий: 11 % — римско-католики, 2,3 % — греко-католики, 13,3 % — евангелического исповедания и древлеправославия (старообрядцы) и 12 % — иудейского. Производительная почва составляет около 96,8 % всей поверхности страны, из этого 44,6 % должны быть отсчитаны на леса. Земледелие, которое лучше всего идет в местностях, лежащих в северо-восточной части Буковины, между Днестром и Прутом, доставляет ежегодно средним числом зернового хлеба 2250000 hl. (42 % маиса, 21 % овса, 15 % ячменя, 14 % ржи, 6 % пшеницы, остальн. просо и др.), далее 12000 hl. стручковых, 16 5 000 hl. картофеля, 20000 hl. репы. Кроме того, возделываются клевер, табак, рапс, пенька и лён. Количество скота по данным 1880 года простиралось до 52715 лошадей, 268389 гол. рогат. скота, 156945 овец, 127034 свиней, 24889 пчельных ульев. Горное дело доставляло в 1887 году марганцевой перекиси 35323 центнеров (в Якобени) и 26358 центнеров соли (в Качике); общая стоимость — 89751 фл. Заводская промышленность — была ещё лишь в начале развития; всего значительнее пока винокурение и лесопереработка. Позже появились первые ГЭС-плотины на горных реках, разведка и добыча нефти и природного газа. Торговля ограничивалась почти исключительно сырыми продуктами, каковы хлеб, овощи и фрукты, вино, убойный скот, лес, мебель, невыделанные кожи, шерсть и поташ. Наиболее важное значение имела пограничная торговля с Молдавией и Бессарабией, и транзитная торговля. Народное образование на низкой ступени. В 1880 году считалось 47 % неграмотных в мужском населении и 72,5 % в женском. В Буковине имелось Православно-богословское училище в Черновцах, Белокриницкая семинария Древлеправославной церкви, 3 гимназии, 2 реальных училища, одна Учительская семинария, 3 ремесленных училища и 264 народные школы. В 1875 году в Черновцах открыт Университет, в котором преподавание велось на немецком языке.

### Устройство и управление
Сейм Буковины состоял (согласно постановлению 20 февраля 1861 года) из 31 члена, а именно: из архиепископа, 10 депутатов от крупных землевладельцев, 5 депутатов от городов, 2 депутатов от торговой и промышленной палат и 12 депутатов от сельских общин, к которым с 1875 года присоединяется ещё ректор Университета. В собрание общего австрийского сейма Буковина посылала девять представителей. В административном отношении Буковина составляла отдельное целое, в судебном же была подчинена Оберландсгерихту во Львове, а точно так же и военное управление подчинено лембергскому генерал-комендантству. Герцогство разделялось на 8 округов, не считая самостоятельного округа главного города; в нём 16 окружных судов и два суда второй степени.

## Первая мировая война
Во время Первой мировой войны Буковина стала местом военных действий между Австро-Венгрией и Российской империей. Она несколько раз была занята российскими войсками. На этих территориях с 19 августа до 7 октября 1914 и 15 ноября 1914 — 1 февраля 1915 год существовала Черновицкая губерния Галицийского генерал-губернаторства (Её главой был С. Д. Евреинов). В 1915 году после Великого отступления 1915 года Буковина вернулась под контроль Австро-Венгрии.
В августе 1916 года после Брусиловского прорыва Буковина вновь была занята российскими войсками.
В феврале 1917 году в России произошла революция. В Буковине создавались Советы рабочих и солдатских депутатов. Вместе с тем помещики и духовенство Буковины желали сохранить герцогство в составе Австро-Венгрии о чём многократно и заявляли. Вскоре после Октябрьской революции Россия провозгласила Декрет о мире и начались переговоры с Центральными державами.
Вместе с тем революция в Буковине продолжает развиваться. Хотинский уездный съезд крестьян признал 8-9 января 1918 года власть СНК РСФСР, а 5 февраля 1918 года провозгласил в уезде советскую власть.
В конце февраля 1918 года территория Буковины была занята австро-германскими и румынскими войсками. 9 февраля 1918 года Центральная Рада Украинской Народной Республики подписала мир с Центральными державами признав довоенную границу с Австрией Вместе с тем Украина и Австро-Венгрия подписали тайный договор по которому Восточная Галиция и Буковина объединялись в единый коронный край. 3 марта 1918 года РСФСР подписала с Центральными державами Брестский мир. Он ничего не говорил конкретно о Буковине, но в нём указывалось, что войска РСФСР очищают территорию Украины. 7 мая 1918 года Бухарестский мир подписала претендовавшая на Южную Буковину Румыния. По договору Румыния передавала Австро-Венгрии часть земель, в том числе и на границе с Буковиной.

## В составе Румынии

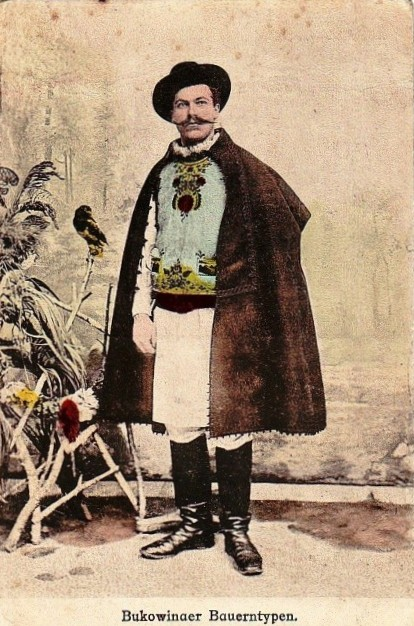
Буковинец в национальной одежде. Начало XX в.

Буковина стала провинцией Румынского королевства в 1919 году. Её площадь составляла 10 442 км², население — 812 тысяч (в 1920 году). Провинциальным центром был город Черновицы (в 1925 г. — 95 тысяч жителей). Состав населения, по румынским официальным данным: русины — 38 %, румыны — 34 %, евреи — 13 %, немцы — 8 %, поляки — 4 %. Также в небольших количествах проживали венгры, русские (старообрядцы-липоване), словаки, армяне, цыгане.

### Присоединение к Румынии
Национальный состав в Буковине был не в пользу румын. Перед началом Первой мировой войны при населении провинции в 800 тысяч человек численность румын здесь составляла около 300 тысяч, чуть больше было русинов. Немцы, поляки, венгры, армяне и другие составляли около 200 тысяч человек. Во-вторых, за годы войны территория Буковины трижды занималась русскими войсками и столько же раз австро-венгерской армией. Сдержанное, а иногда и доброжелательное отношение украинского населения к царским войскам привело к репрессивным действиям со стороны австро-венгерских властей. Среди румынской политической элиты отсутствовало единство, большинство её представителей выступали за объединение с Румынией, а небольшая часть — во главе с А. Ончулом — предлагала договориться с украинскими лидерами в целях раздела данной провинции между Румынией и Украиной.
Революция в России, переговоры о сепаратном мире, ход военных действий на западе и в центре Европы ускорили процесс подготовки проектов реорганизации Австро-Венгерской империи. Делегация украинской Центральной рады на переговорах в Брест-Литовске потребовала объединения Галиции, Буковины и Закарпатской области в единое целое в составе Австро-Венгрии. Центральные державы в обмен на поставки зерна согласились на некоторые территориальные уступки в пользу Украины. В «Манифесте к моим верноподданным» от 3 (16) октября 1918 г. император Карл I провозгласил федерализацию Австро-Венгерской империи путём создания шести государств: австрийского, венгерского, чешского, югославского, польского и украинского. О румынах Трансильвании и Буковины даже не упоминалось.
На состоявшемся 6 (19) октября 1918 г. в Яссах собрании румын-эмигрантов из Австро-Венгрии была принята Декларация об отклонении идеи федерализации империи, которая расценивалась как «отчаянная попытка приговорёной к распаду империи». Через несколько дней в первом номере газеты «Гласул Буковиней» («Голос Буковины») была опубликована передовая статья С. Пушкариу под названием «Чего мы желаем», ставшая программой борьбы румын Буковины и Трансильвании. 14 октября 1918 г. в Черновцах состоялось Народное собрание румын Буковины, на котором была принята Резолюция о провозглашении данного собрания учредительным, об избрании Национального совета в составе 50 членов и Исполнительного комитета во главе с Янку Флондором.
После распада Австро-Венгрии и провозглашения Западно-Украинской Народной Республики (ЗУНР) Буковина была включена в её состав. Власть перешла к образованному 25 октября 1918 года Украинскому Краевому Комитету, который организовал 3 ноября 1918 года большое народное вече в Черновцах, принявшее решение о вхождении Буковины в состав единого Украинского государства. 6 ноября 1918 года была установлена украинская власть на тех землях Буковины, которые были населены преимущественно русинами. Президентом края был провозглашён Емельян Попович.
В сложившихся обстоятельствах Румынский национальный совет обратился к правительству Румынии за военной помощью. Восьмая румынская дивизия под командованием генерала Я. Задика 11/24 ноября 1918 г. заняла Черновцы. После этого 15/28 ноября 1918 г. был проведён Всеобщий съезд Буковины во дворце Митрополии, в котором участвовали 74 делегата от Румынского национального совета, 13 — от украинского, 7 — от немецкого и 6 — от польского населения. Присутствовали также бессарабская делегация, в состав которой входили П. Халиппа, И. Пеливан, И. Буздуган, Г. Казаклиу, и трансильванская в составе Г. Крашана, В. Делеу, В. Освадэ. В единогласно принятой Съездом Декларации об объединении Буковины с Румынией.
Были отправлены телеграммы правительствам стран Антанты. Их ставили в известность о принятии решения об объединении Буковины с Румынией. Делегация во главе Я. Флондором выехала в Яссы для вручения текста Решения об объединении королю Фердинанду.

### Румынизация в межвоенный период
Обе Конституции Румынии (1923 и 1938 годов) декларировали равенство граждан всех национальностей. На Буковине действовали две украинские партии, которые сотрудничали с румынскими властями — Украинская народная партия (с 1921 года) и Украинская национальная партия (с 1927 года). Вскоре после присоединения Буковины к Румынии в крае началась румынизация. Уже 21 июля 1919 года вышел декрет о переименовании населённых пунктов, в 1922 году было запрещено использование украинского языка в судопроизводстве, в 1927 году специальным указом было предписано обязательно дублировать все вывески и объявления на румынском языке. Уже в 1919—1921 годах из 168 начальных школ Буковины 93 были переведены на румынский язык обучения. В 1925—1927 годах были ликвидированы украинские школы, в том числе три гимназии. В декабре 1925 года новый закон ввёл румынизацию частного образования — в частных школах было предписано обязательное преподавание румынского языка и изучение на нём ряда предметов. В Черновицком университете в 1923 году были закрыты созданные ещё при австрийских властях кафедры украинистики. Доля украинцев среди студентов университета сокращалась и составляла 4,8 % в 1933/34 учебном году и только 2,9 % в 1938/39 учебном году.
На Буковине возникло украинское народное движение, хотя и более слабое, чем в соседней Галиции. В 1930 году в Черновцах появился Легион украинских националистов (ЛУР) во главе с О. Зыбачинским, в 1932 году создана группа «Мстители Украины» («Месники України»). Организации установили контакты с ОУН и с 1934 года Зыбачинский стал краевым руководителем ОУН на Буковине, в Бессарабии и Марамуреше.
В конце 1930-х годов политика румынизации была усилена. Новая конституция 1938 года запрещала натурализовавшимся румынам приобретать собственность в сельской местности, а министром мог стать только румын в третьем поколении. Правда, одновременно были сделаны уступки национальным меньшинствам, в том числе и на Буковине. В апреле 1940 года было разрешено преподавание украинского языка в школах и Черновицком университете, а также была введена должность инспектора для контроля за обучением на украинском языке (он должен был быть украинцем по происхождению).
Румынизация коснулась также буковинских немцев, которых по переписи 1930 года насчитывалось 75 533 человека (8,9 % населения Буковины), причём по той же переписи 93 812 человек (11,0 % населения Буковины) назвали немецкий язык родным. В 1928 году в немецких общинах не осталось ни одной государственной народной школы с преподаванием на немецком языке.

## Присоединение Северной Буковины к Союзу ССР
В 1940 году Северная Буковина вместе с Бессарабией вошла в состав Союза ССР. Советской стороной планировалось военное вторжение в Румынию, но за несколько часов до начала операции король Румынии Кароль II принял ультимативную ноту советской стороны и передал Бессарабию и Северную Буковину Советскому Союзу. Операция по занятию территории советскими войсками продлилась 6 дней.
Северная Буковина была преобразована в Черновицкую область Советской Украины. После установления советской власти в Северной Буковине началась коллективизация сельского хозяйства, которая преимущественно завершилась в 1949 году.

## Южная Буковина в 1940—1941 годах
22 октября 1940 года между Германией и Румынией был заключён договор о переселении румынских немцев в Германию. 15 декабря 1940 года последний эшелон буковинских немцев отбыл в Германию. В 1941 году в Южной Буковине остались 3 734 немца.

## Вторая мировая война и румынская оккупация
Румыния стала союзником нацистской Германии, и в июне 1941 года румынские войска совместно с немецкими вторглись в СССР. В июле 1941 года румынские войска захватили Северную Буковину, и она была аннексирована Румынией. Было образовано губернаторство Буковина.
Во время румынской оккупации в Северной Буковине действовали подпольные молодёжные антифашистские группы. С 1943 года там начали действовать советские партизанские отряды, которые или засылались туда с целью исполнения конкретных заданий, или проходили через Северную Буковину во время своих дальних рейдов.
К апрелю 1944 года в результате Проскуровско-Черновицкой наступательной операции советские войска взяли под контроль Северную Буковину. После этого там вела вооружённую борьбу с советскими властями УПА, а в июне 1944 года была создана Буковинская Украинская самооборонная армия (БУСА).

## Послевоенный период
Украинское антисоветское подполье в Черновицкой области действовало до 1952 года.
В Черновицкой области были созданы машиностроительные и химические предприятия, сеть крупных приборостроительных заводов, активно развивалась наука.

## В искусстве
- «Белая птица с чёрной отметиной» — художественный фильм Юрия Ильенко.
- «Такая поздняя, такая тёплая осень» — художественный фильм Ивана Миколайчука.
- Ian Oliver feat. Shantel — Bucovina (Markus Gardeweg Rmx).
- Румынская фолк-метал группа Bucovina[28].

## Галерея

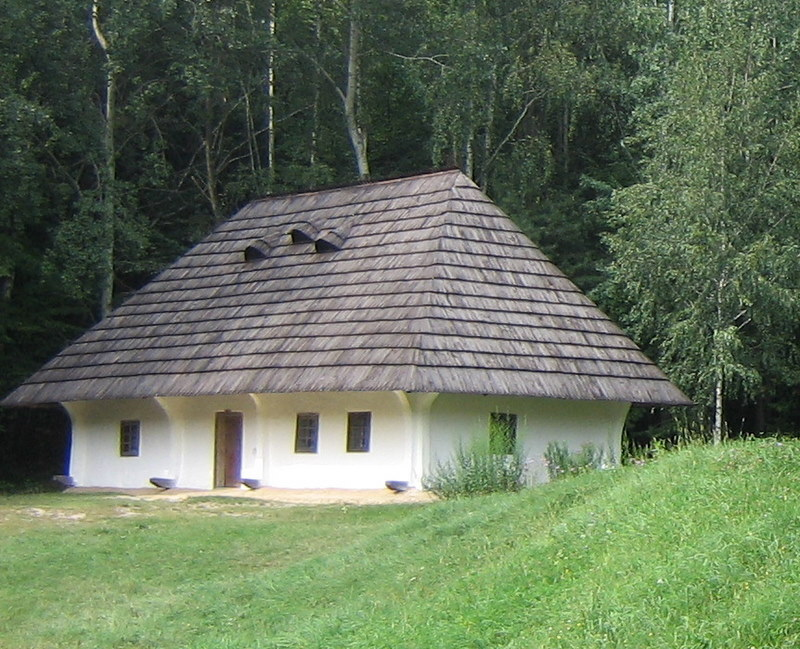
Музей народной архитектуры, дом из села Великий Кучуров
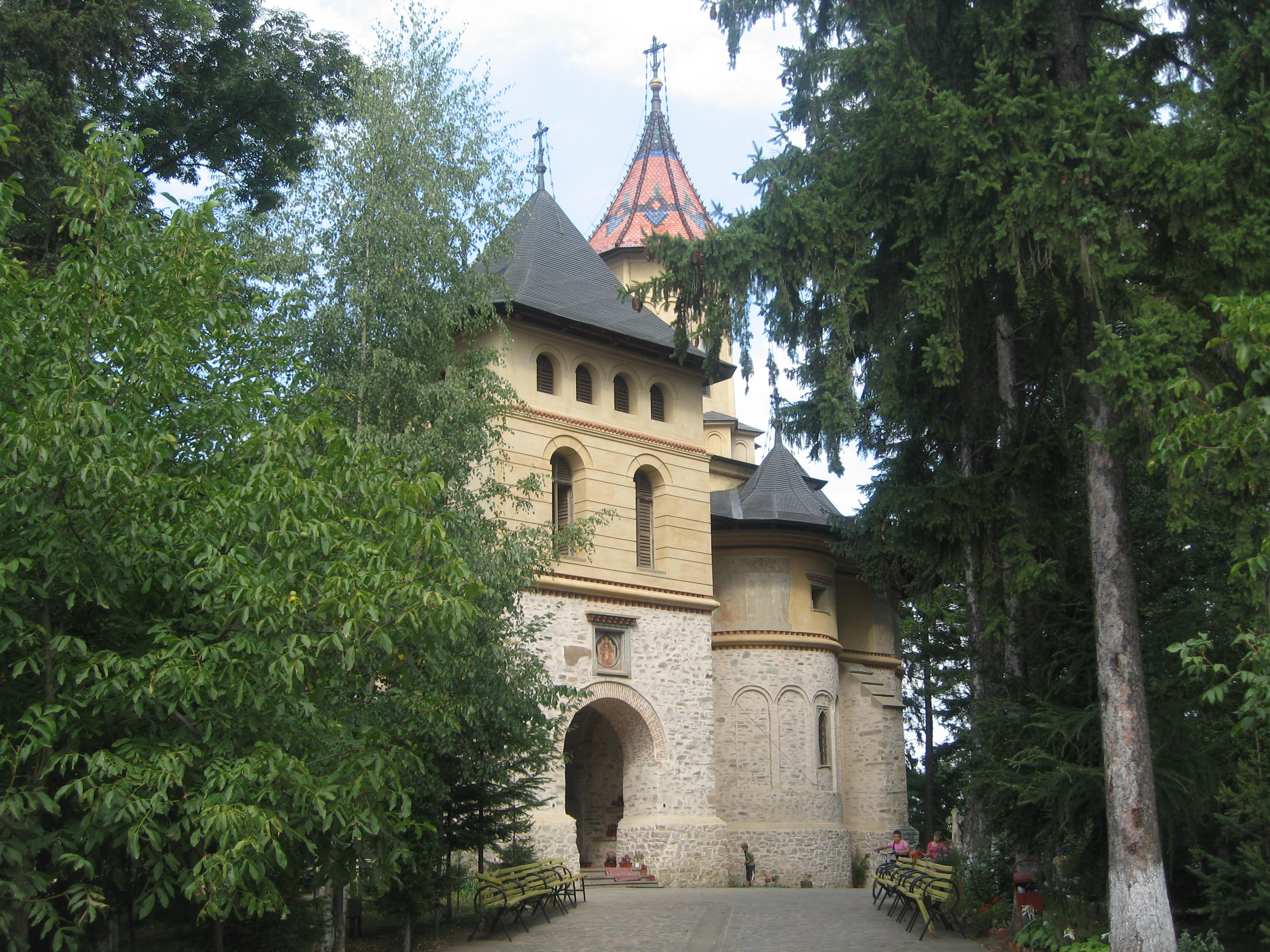
Церковь Святого Георгия (1374), Сучава
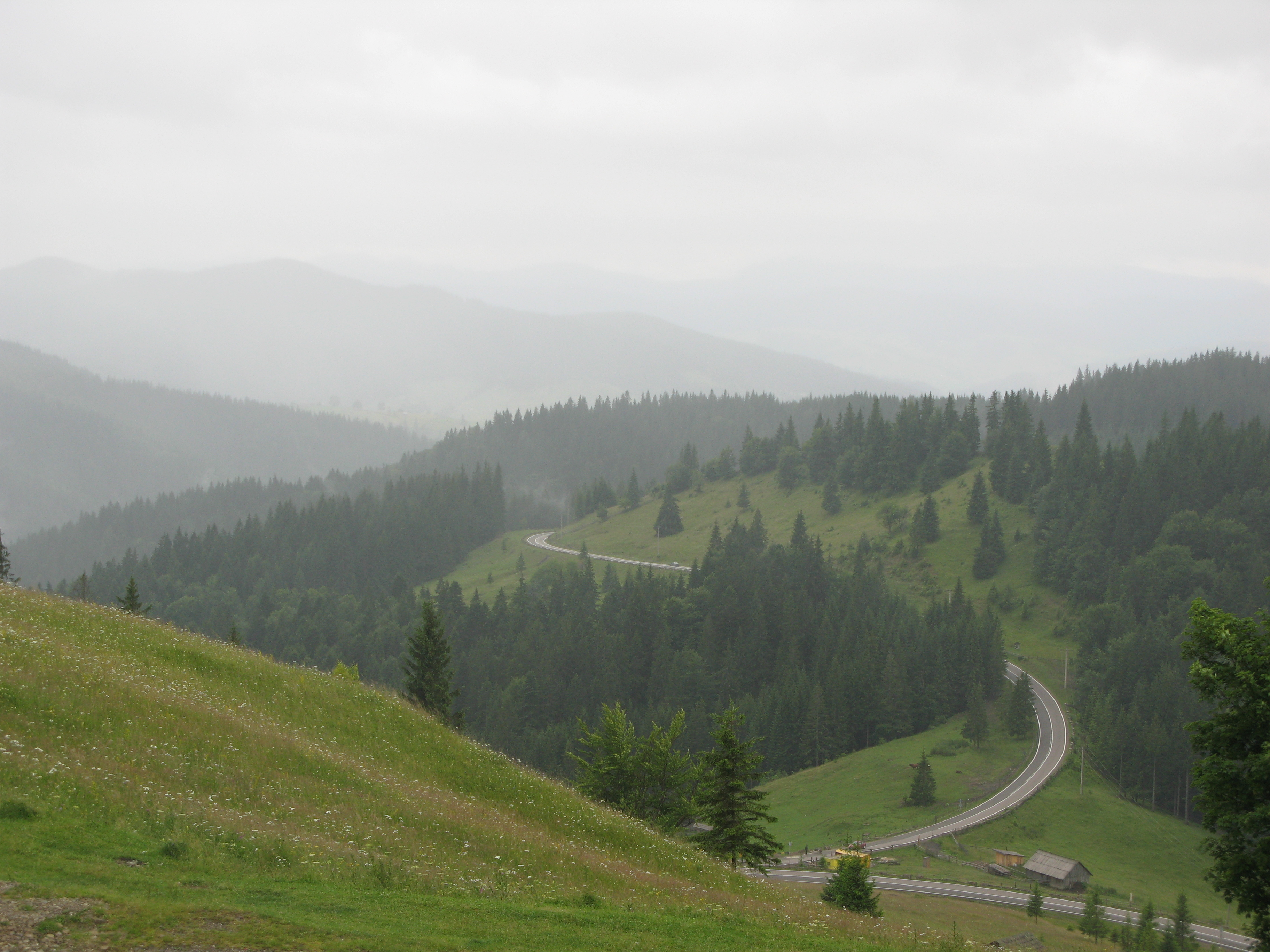
Карпаты на Буковине.
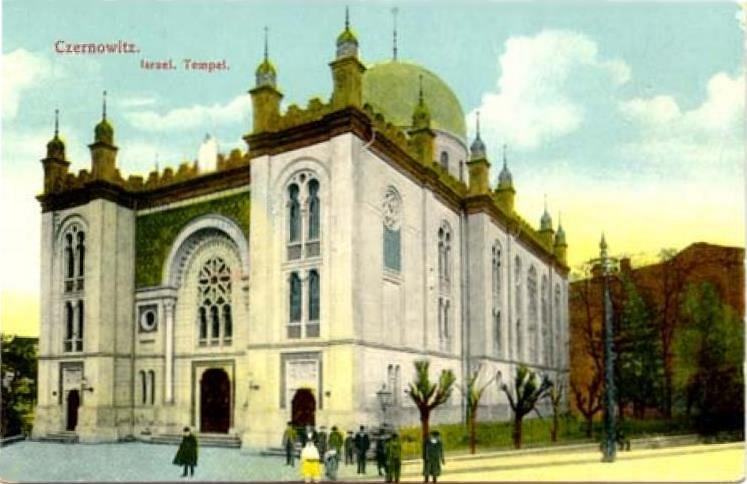
Черновицкая синагога на открытке XX века
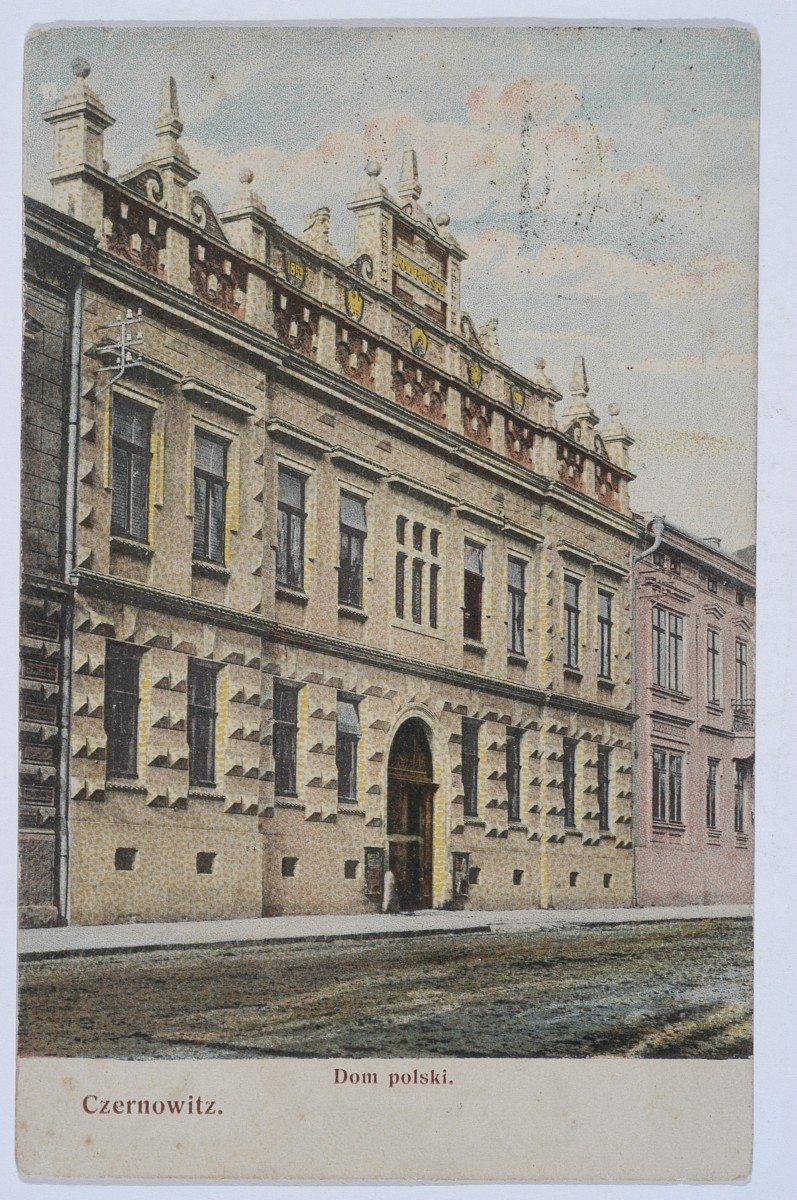
Польский дом в Черновцах, 1910 г.
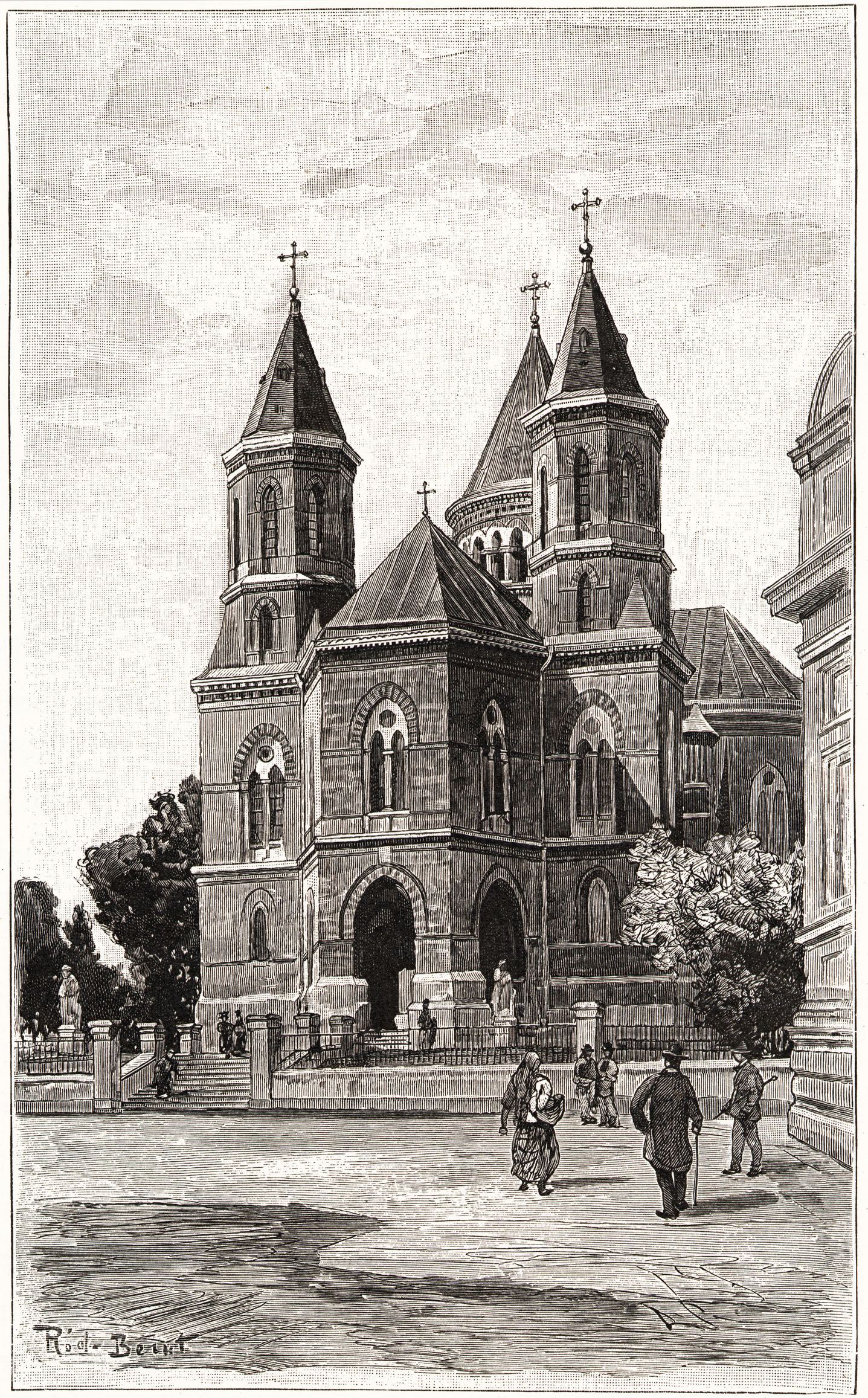
Армянская церковь в Черновцах, 1900-е гг.
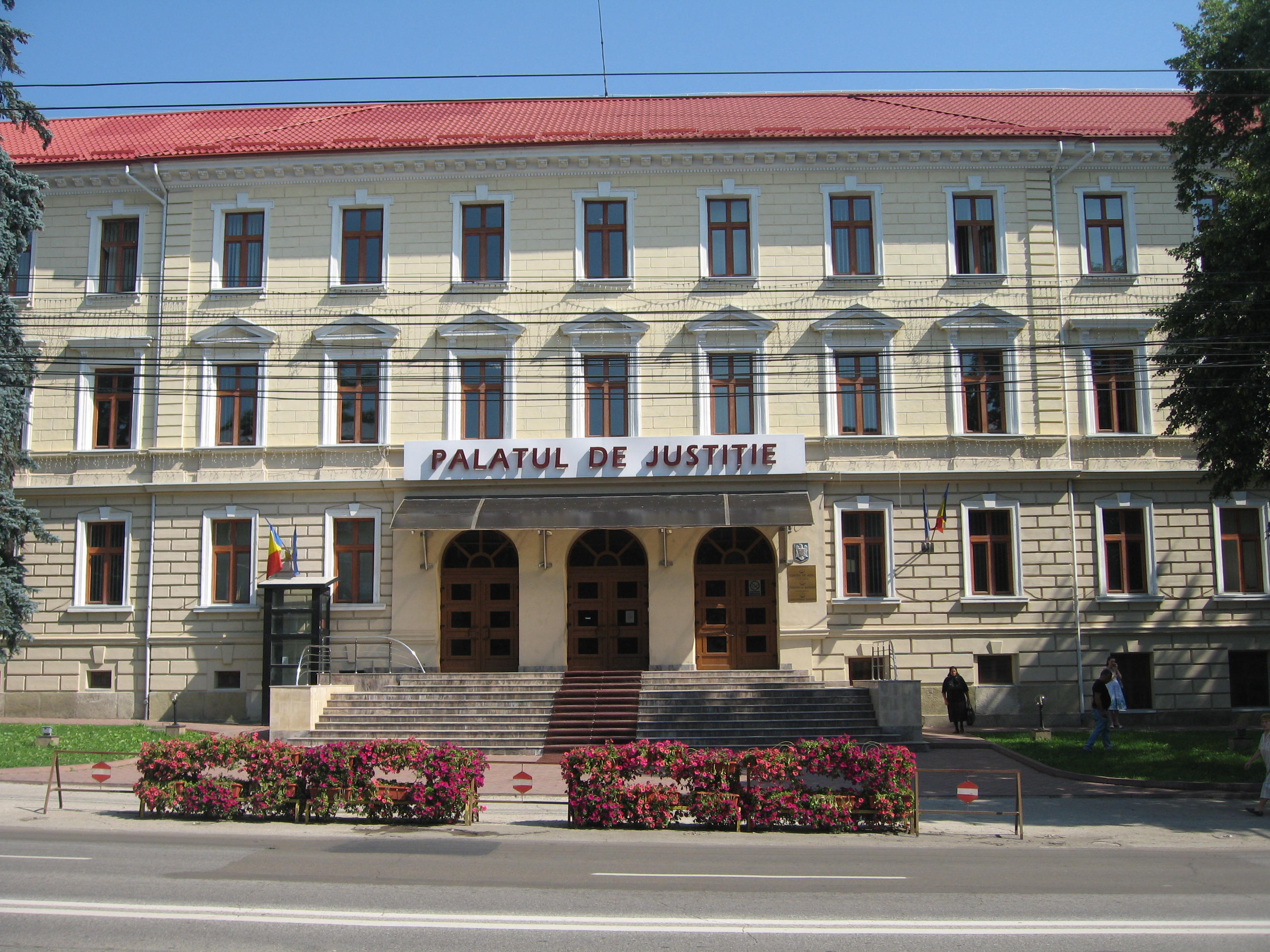
Дворец Правосудия, Сучава
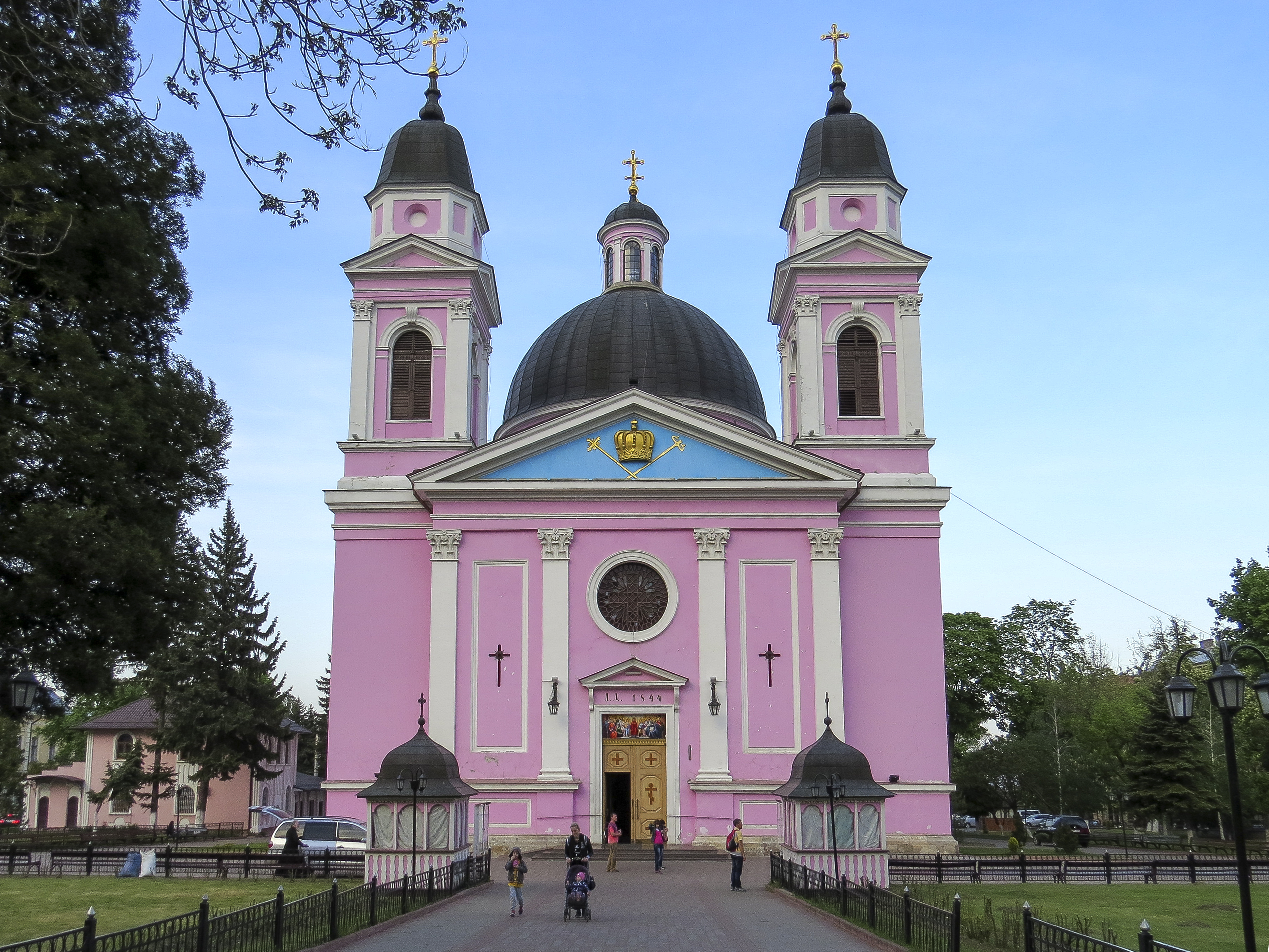
Собор Святого Духа, Черновцы